# CTT Correios de Portugal

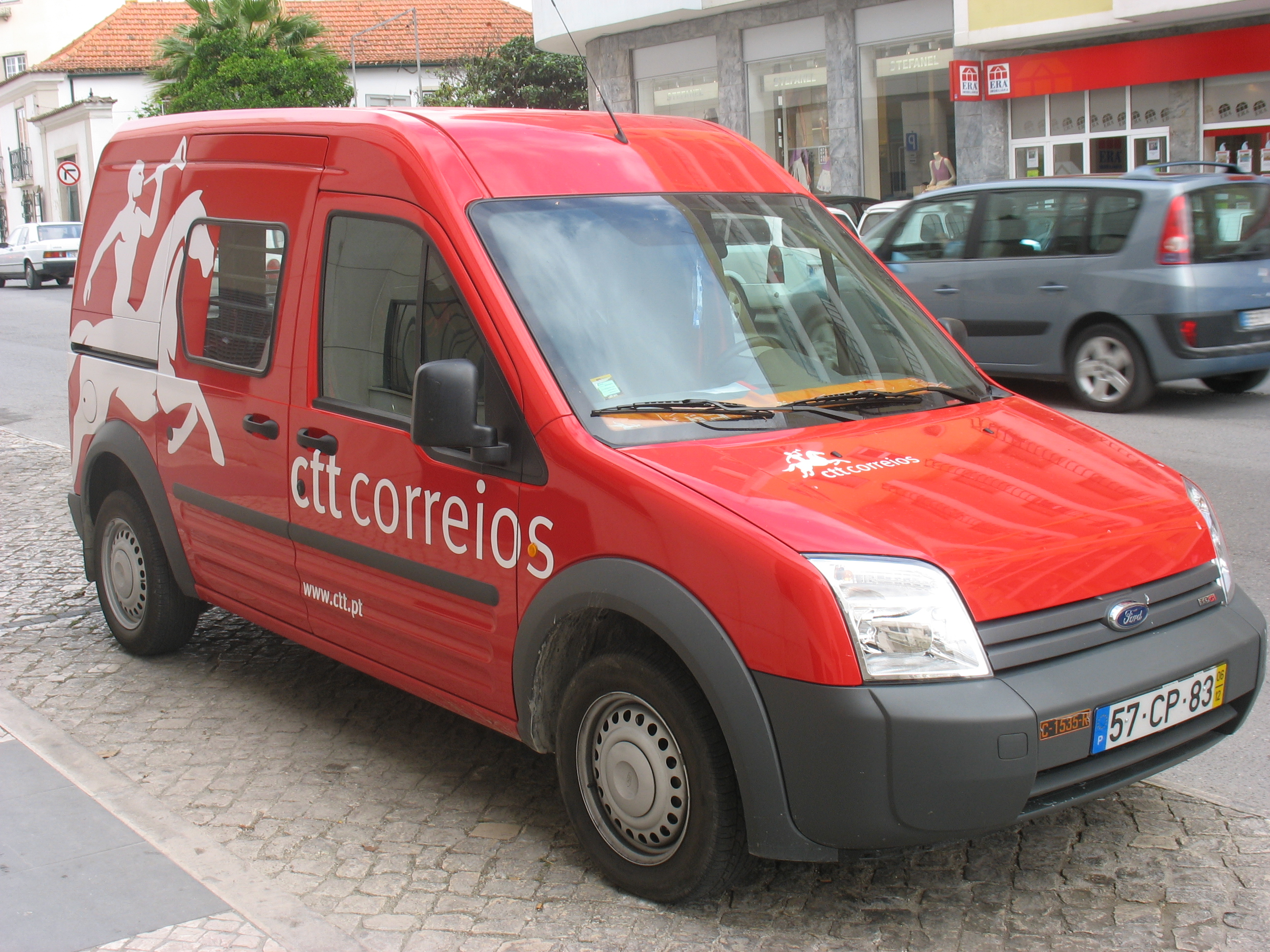
Veicolo CTT per la distribuzione della posta

CTT Correios de Portugal, SA, Sociedad Anónima (società per azioni) a capitale pubblico, è l'azienda di servizio postale nazionale del Portogallo. La sigla CTT significa Correios, Telégrafos e Telefones (Posta, telegrafi e telefoni), il vecchio nome dell'impresa. La CTT fu trasformata società per azioni nel 1991 con relativa scissione delle attività telefoniche da quelle postali, tuttavia il capitale è rimasto interamente controllato dal governo portoghese.
Il 30 novembre 2007, CTT inaugurò un servizio di telefonia mobile virtuale in Portogallo, con il marchio Phone-ix, su rete Meo.
CTT fu anche il nome dei servizi postali dei territori dell'antico Impero portoghese.

## Il gruppo CTT

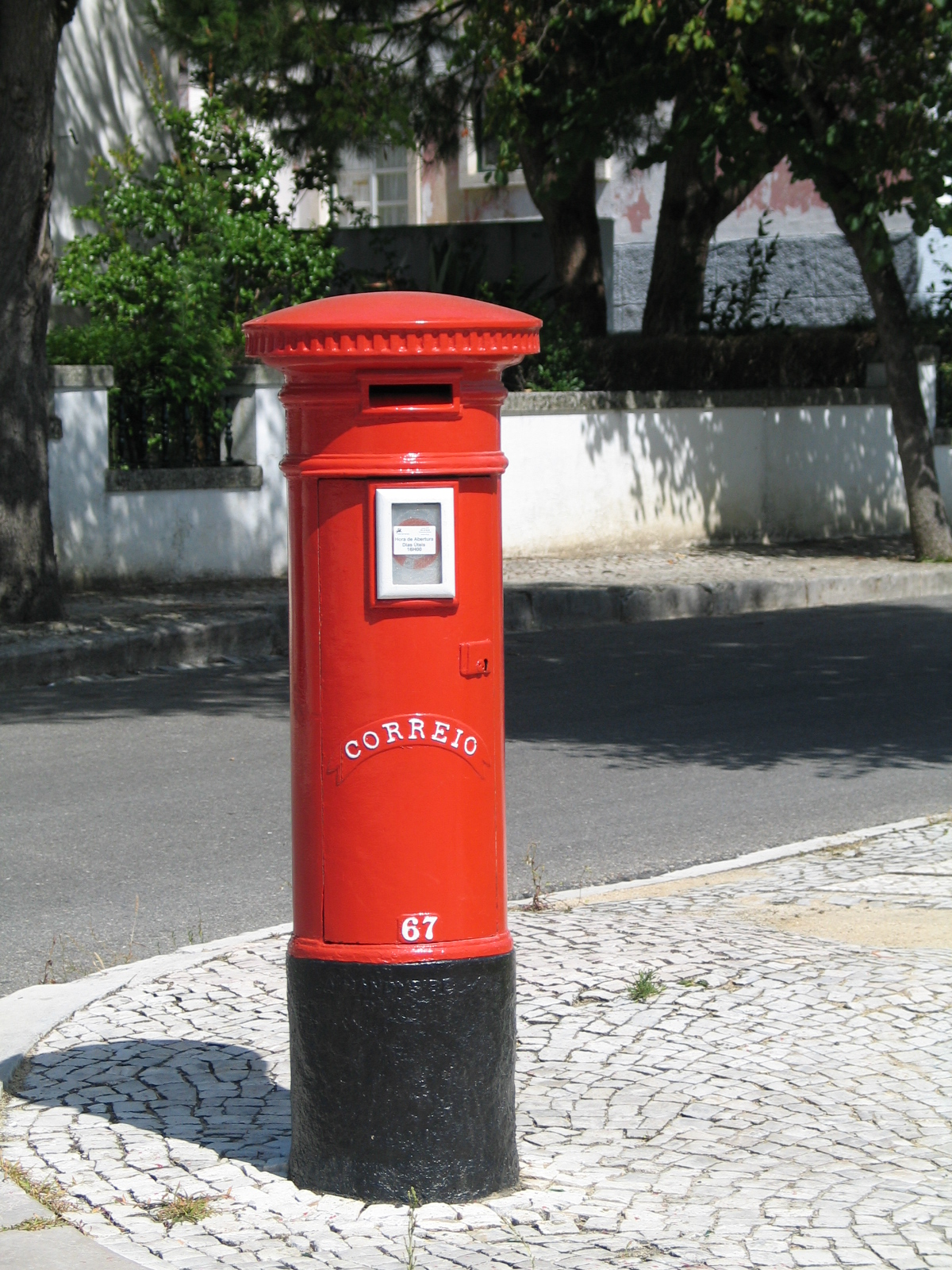
Cassetta delle lettere CTT tradizionale

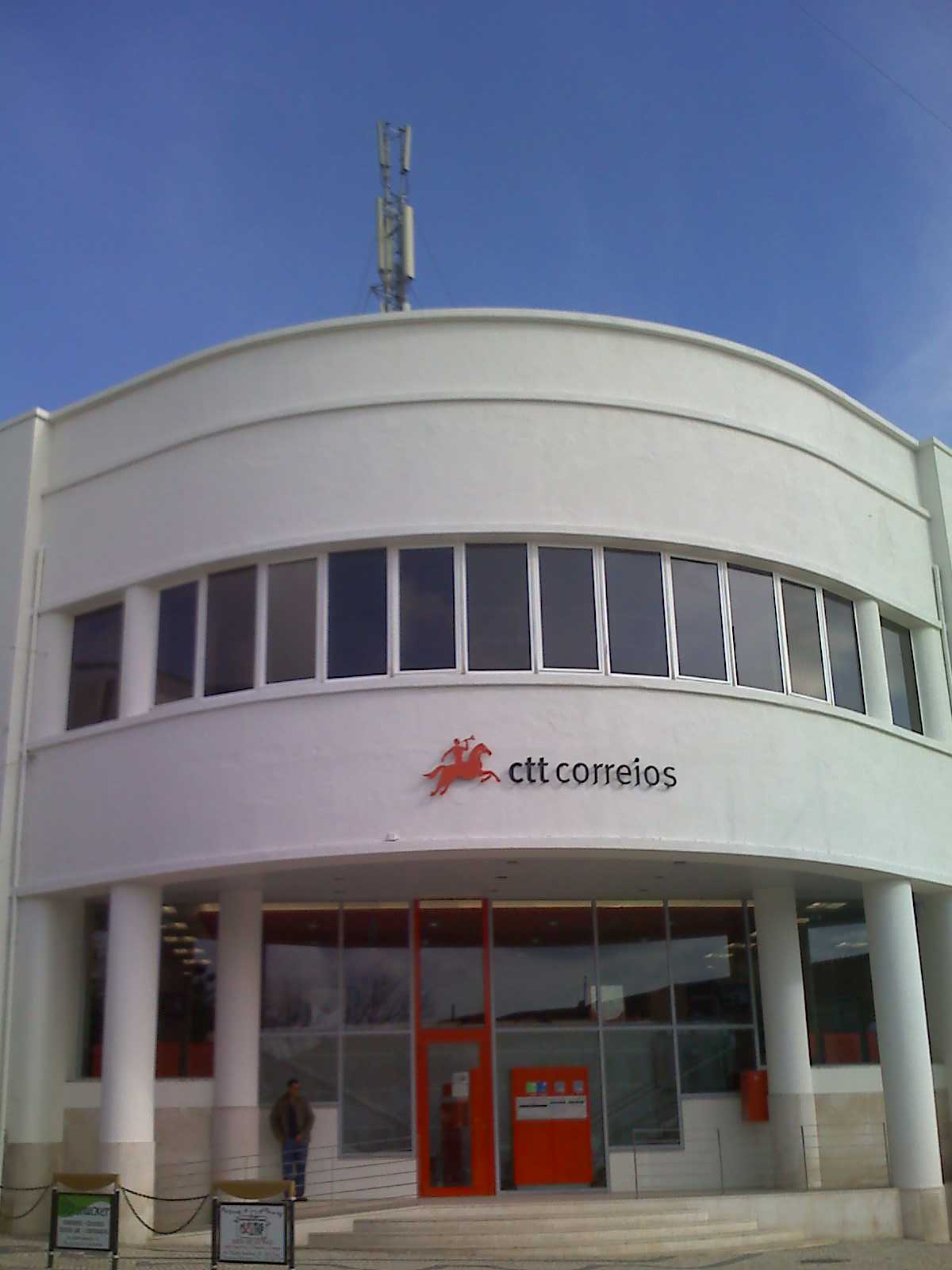
Ufficio postale di Santarém

Il gruppo CTT comprende le seguenti imprese:
CTT Correios - servizio postale interno e internazionale
CTT Expresso - servizio postale espresso interno e internazionale
Mailtec - comunicazioni informatiche (mail e SMS)
PostContacto - servizio postale per lettere e pacchi senza indirizzo
Campos Envelopagem - marketing diretto e a mezzo posta
PayShop - servizio di pagamenti telematici
Phone-ix - telefonia mobile
Tourline Express -servizio postale espresso in Spagna

## Storia
1520 - Re Manuele I creò il servizio postale in Portogallo, il Correio Público.
1533 - Primo regolamento postale portoghese.
1753 - Primo regolamento circa l'invio di denaro a mezzo posta.
1821 - Inizio della distribuzione della posta casa per casa.
1880 - Fusione della Direcção Geral dos Correos con la Direcção Geral dos Telégraphos nella Direcção Geral dos Correos, Telégraphos e Faróis.
1911 - La direzione acquista autonomia amministrativa e diventa la  Administração-Geral dos Correos, Telégrafos e Telefones. L'adozione della sigla CTT si è mantenuta fino ad oggi, nonostante i successivi cambi del nome ufficiale.
1953 - La CTT adotta il marchio del cavallerizzo. Rappresenta un antico postiglione a cavallo che annuncia il suo arrivo con il corno postale.
1969 - La CTT diventa un'impresa statale, adottando il nome CTT Correios e Telecomunicações de Portugal.
1992 - I servizi di telecomunicazioni si separano dalla CTT e diventano un'impresa autonoma, Portugal Telecom. Nello stesso tempo la CTT si trasforma in società per azioni, avente per unico azionista il governo portoghese e adottando il nome di CTT Correios de Portugal.